# Henri Eberhardt
Pour les articles homonymes, voir Eberhardt.
Henri Eberhardt est un kayakiste français né le 27 novembre 1913 à Riedisheim et mort le 4 juillet 1976 à Beaune.

## Biographie
Henri Eberhardt participe à la course de kayak monoplace (K1) 1 000 m aux Jeux olympiques d'été de 1936 à Berlin et termine sixième. Il concourt aussi à l'épreuve de K1 démontable 10 000 m et remporte la médaille d'argent et deviendra le premier médaillé olympique du canoë-kayak français.
En 1945, il fonde le club de canoë et de kayak mulhousien, rattaché à la SNCF, l'Association sportive des cheminots Mulhouse Riedisheim (ASCMR) Canoë Kayak.
Henri Eberhardt est présent lors des épreuves de canoë-kayak aux Jeux olympiques d'été de 1948 à Londres. Cinquième en K1 10 000 m, il remporte la médaille de bronze en K1 1 000 m.
Il remporte 5 titres de champion de France ainsi qu'une médaille d'argent aux championnats d’Europe en K1 10 000 m.
Il fait partie des « Gloires du sport » FISF, une distinction récompensant les sportifs s'étant impliqués tant dans le monde sportif que dans la société. Particulièrement impliqué dans la vie de son club, il occupera une place importante dans l'organisation des Régates internationales de Mulhouse. Il aura aussi la fonction de cadre technique national.
Il décède en allant aux championnats de France 1976 à Vichy, à la suite d'un accident de la route.
Une salle porte son nom au CREPS Mulhouse.

## Palmarès
| Catégorie | Champion de France                              | Jeux Olympiques                                            | Championnats d'Europe       |
| --------- | ----------------------------------------------- | ---------------------------------------------------------- | --------------------------- |
| K1 1.000  | 1935 - 1936 1937 - 1938 1939 - 1946 1947 - 1948 | - 6e K1 1.000 JO Berlin 1936 3e K1 1.000 JO Londres 1948   |                             |
| K1 10.000 | 1946 - 1947 1956                                | 2e K1 10.000 JO Berlin 1936 - 5e K1 10.000 JO Londres 1948 | 2e K1 1.000 Copenhague 1934 |
| K1 500    | 1948                                            |                                                            |                             |